# Paolo Ricciardi
Paolo Ricciardi (Roma, 14 marzo 1968) è un vescovo cattolico italiano, dal 28 gennaio 2025 vescovo di Jesi.

## Biografia
È nato a Roma il 14 marzo 1968.

### Formazione e ministero sacerdotale
Ha compiuto l'iter in preparazione al sacerdozio presso il Pontificio Seminario Romano Maggiore.
Il 25 ottobre 1992 ha ricevuto l'ordinazione a diacono, nella basilica di San Giovanni in Laterano, dal cardinale Camillo Ruini, vicario generale per la diocesi di Roma, mentre il 2 maggio 1993 è stato ordinato presbitero, nella basilica di San Pietro in Vaticano, da papa Giovanni Paolo II.
Per cinque anni, dal 1993 al 1998, è stato assistente presso il Pontificio Seminario Romano Maggiore; al contempo ha proseguito i suoi studi fino ad ottenere la licenza in Teologia biblica alla Pontificia Università Gregoriana. Nominato vicario parrocchiale di Nostra Signora di Guadalupe a Monte Mario nel 1998, dal 2001 ha ricoperto anche il ruolo di addetto dell'ufficio catechistico e del servizio per il catecumenato presso il Vicariato di Roma.
Nel 2003, lasciando i precedenti incarichi, è diventato parroco di Santa Silvia, dove è rimasto fino al 2015, quando è stato trasferito con la medesima qualifica alla parrocchia di San Carlo da Sezze. In seno al consiglio presbiterale della diocesi di Roma è stato rappresentante del settore ovest, dal 2001 al 2007, e segretario, dal 2011 al 2015; dal 2012 al 2017 è stato invece membro del collegio dei consultori.

### Ministero episcopale
Il 23 novembre 2017 papa Francesco lo ha nominato vescovo titolare di Gabi e vescovo ausiliare di Roma. Il 13 gennaio 2018 ha ricevuto l'ordinazione episcopale, con il vescovo Daniele Libanori, nella basilica di San Giovanni in Laterano, dall'arcivescovo Angelo De Donatis (poi cardinale), vicario generale per la diocesi di Roma, co-consacranti il vescovo ausiliare di Roma Gianrico Ruzza e il vescovo di San Marino-Montefeltro Andrea Turazzi.
Gli è stato assegnato l'ambito della pastorale sanitaria ed è stato, pro-tempore dal 2019 al 2024, delegato diocesano per l'Ordo virginum. Il 6 gennaio 2023, con l'entrata in vigore della costituzione apostolica In ecclesiarum communione, gli è stato affidato dal pontefice l'ambito per la cura del diaconato, del clero e della vita religiosa. Il 1º marzo 2024 ha ricevuto gli incarichi di vescovo ausiliare per il settore est della diocesi e di responsabile dell'ambito della Chiesa ospitale e "in uscita".
È membro della commissione per il servizio della carità e la salute della Conferenza Episcopale Italiana, ed è stato vescovo delegato per la pastorale della salute nella Conferenza episcopale laziale.
Il 28 gennaio 2025 lo stesso papa Francesco lo ha nominato vescovo di Jesi; è succeduto a Gerardo Rocconi, dimessosi per raggiunti limiti di età. Il 29 marzo seguente ha preso possesso della diocesi.

## Genealogia episcopale
La genealogia episcopale è:
- Cardinale Scipione Rebiba
- Cardinale Giulio Antonio Santori
- Cardinale Girolamo Bernerio, O.P.
- Arcivescovo Galeazzo Sanvitale
- Cardinale Ludovico Ludovisi
- Cardinale Luigi Caetani
- Cardinale Ulderico Carpegna
- Cardinale Paluzzo Paluzzi Altieri degli Albertoni
- Papa Benedetto XIII
- Papa Benedetto XIV
- Papa Clemente XIII
- Cardinale Bernardino Giraud
- Cardinale Alessandro Mattei
- Cardinale Pietro Francesco Galleffi
- Cardinale Giacomo Filippo Fransoni
- Cardinale Carlo Sacconi
- Cardinale Edward Henry Howard
- Cardinale Mariano Rampolla del Tindaro
- Cardinale Antonio Vico
- Arcivescovo Filippo Cortesi
- Arcivescovo Zenobio Lorenzo Guilland
- Vescovo Anunciado Serafini
- Cardinale Antonio Quarracino
- Papa Francesco
- Cardinale Angelo De Donatis
- Vescovo Paolo Ricciardi